# باشگاه فوتبال هورندین
باشگاه فوتبال هورندین (به انگلیسی: Horndean Football Club) یک باشگاه فوتبال در شهر هورندین، کشور انگلستان است که در سال ۱۸۸۷ میلادی تأسیس شده‌است.